# Harriotta
Genre
Espèces de rang inférieur
- Harriotta haeckeli Karrer, 1972
- Harriotta raleighana Goode et Bean, 1895

Harriotta est un genre de chimères, un poisson cartilagineux vivant dans les grands fonds marins.

## Liste d'espèces
Selon ITIS et FishBase:
- Harriotta haeckeli Karrer, 1972
- Harriotta raleighana Goode et Bean, 1895